# Zielona seria
Zielona seria (Książki zielone) – potoczne określenie czterech albumów fotograficznych przyrodnika, prekursora polskiego filmu i fotografii przyrodniczej Włodzimierza Puchalskiego wydanych w latach 50. nakładem Naszej Księgarni.
Nazwę seria zawdzięcza pisarzowi Jarosławowi Iwaszkiewiczowi, który komplet czterech albumów nazywał książkami zielonymi.
Włodzimierz Puchalski przed drugą wojną światową zrealizował swój pierwszy film przyrodniczy. Po raz pierwszy użył wtedy wymyślonego przez siebie określenia Bezkrwawe łowy, tak też nazwał film.

Po wojnie wydał swój pierwszy, najbardziej znany i najważniejszy w dorobku album fotograficzny pod tym samym tytułem. Był on jednocześnie początkiem serii albumów fotograficznych wydawanych w kolejnych latach.
Każdy z tomów oprócz czarno-białych fotografii polskiej przyrody zawiera również opowiadania pióra Puchalskiego, w których opisuje on swoje powojenne przygody fotograficzno-filmowo-przyrodnicze. Książki stały się w kolejnych latach kanonem literackim i przyrodniczym, wychowywały się na nich kolejne pokolenia młodzieży wkraczające w świat przyrody. Potwierdzają to współcześni polscy przyrodnicy, fotografowie przyrody i filmowcy dla których kontakt z książkami Puchalskiego stał się początkiem ich pasji i życiowych wyborów. Są nimi m.in.: Jan Walencik autor filmu i dwóch albumów biograficznych pt. Puchalszczyzna, fotograficy Jerzy Kosycarz, Marek Cichoń i Tomasz Ogrodowczyk, który zrealizował wznowienie czterech tomów Zielonej serii wydanych przez Lasy Państwowe, przygotował też rekonstrukcję i wydanie na DVD archiwalnych filmów Puchalskiego. Ogrodowczyk jest też autorem książki Werki Włodzimierza Puchalskiego (2015), będącej niejako dodatkiem do wznowionej serii, a opisującej warsztat i trudności Puchalskiego w realizacji swojej pasji.

## Tomy serii
- W krainie łabędzia, Nasza Księgarnia, Warszawa (I wydanie 1956)
- Wśród trzcin i wód, Nasza Księgarnia, Warszawa (I wydanie 1955)
- Wyspa kormoranów, Nasza Księgarnia, Warszawa (I wydanie 1954, II wydanie 1957)
- Bezkrwawe łowy, Nasza Księgarnia, Warszawa (I wydanie 1951, II wydanie 1953, III wydanie 1954)

## Ciekawostka
Począwszy od 2012 roku Lasy Państwowe, dzięki staraniom  Tomasza Ogrodowczyka z Leśnego Studia Filmowego ORWLP, wznowiły Zieloną serię:
- W krainie łabędzia, Lasy Państwowe 2014, ISBN 978-83-936241-6-4
- Wśród trzcin i wód, Lasy Państwowe 2014, ISBN 978-83-936241-5-7
- Wyspa kormoranów, Lasy Państwowe 2013 (I) bez ISBN i 2015 (II) ISBN 978-83-936241-9-5
- Bezkrwawe łowy, Lasy Państwowe 2012 (I) bez ISBN i 2014 (II) ISBN 978-83-936241-3-3

Ponowne wydania nie są reprintami, albumy zostały na nowo opracowane w mniejszym niż oryginały z lat 50. formacie z wykorzystaniem tych samych projektów graficznych okładek, układu ilustracji i zdjęć. Wszystkie oryginalne analogowe fotografie – negatywy, zostały odszukane w archiwum Włodzimierza Puchalskiego w Muzeum Przyrodniczym w Niepołomicach i poddane cyfrowej renowacji, co pozwoliło uzyskać doskonałą jakość techniczną zdjęć wykonanych w latach 30. i 50. ubiegłego wieku. Opowiadania zostały skrócone, a ich pełną wersję w formie słuchowiska czytanego przez znakomitych polskich aktorów dołączono na płycie CD do każdego z tomów.